# 심 (성리학)
심(心)은 성리학에서 인식, 지각, 판단 기능을 가진 사고의 주관기관을 의미한다.

## 개요
성리학자들은 오늘날 우리가 알고 있는 두뇌의 기능을 모두 심이 수행하는 것으로 생각하였다. 말하자면 인간이 대상세계에 대하여 생각하고 느끼며 어떻게 행동할지 결정하는 것은 모두 심이 하는 일이다. 그런 면에서 심은 인간에게 자연적으로 부여된 성(性)과 비교할 때 ‘주체’로서의 의미가 강하다. 또한 성이 만물에게 동등하게 갖추어진 것과 달리 심은 오로지 사람만이 가지고 있는 특별한 것이다. 그렇게 볼 때 인간이 다른 존재와 차별화되는 특징은 성이 아니라 심에 달려 있다고 할 수 있다. 주희는 인간만이 갖춘 심의 특별한 능력이 기의 차이에서 온 것이라고 보았다. 그에 따르면 사람을 이루는 기 가운데서도 가장 정밀하고 맑은 부분[氣之精爽]이 모여 심이 된다.
초창기 신유학자들은 심과 성의 관계 또는 심․성․정의 관계를 두고 복잡한 논쟁을 벌였다. 이에 관한 주희의 최종입장은 ‘심통성정(心統性情)’이라는 말로 요약된다. ‘심통성정’은 본래 장재의 어록에 나오는 구절인데 주희는 이 말을 독자적으로 해석하여 심성론의 핵심명제로 삼았다. 주희는 젊은 시절 성과 심을 본체와 작용의 관계로 파악하는 호상학의 관점을 수용하였으나 후에 ‘성체심용(性體心用)’의 입장을 버리고 ‘심통성정’을 종지로 하는 심성론 체계를 수립한다. 주희의 ‘심통성정’ 명제에서 통(統)이라는 글자는 ‘주재한다’와 ‘포괄한다’는 두 가지 의미를 가진다. 다시 말해 ‘심통성정’은 ‘마음이 성과 정을 주재한다’는 뜻과 ‘마음은 성과 정을 포함한다’는 뜻을 동시에 함의하고 있다.
‘마음이 성정을 주재한다’는 말은 심의 기능적 측면에 초점을 맞춘 것으로, 본성이 외물과 접하여 정감으로 드러나는 과정을 심이 주관하고 통솔한다는 뜻이다. 이는 ‘성발위정(性發爲情)’의 메커니즘에 관여하는 심의 주체로서의 역량을 강조하는 것이다. ‘마음은 성정을 포함한다’는 말은 심의 구조적 측면에 초점을 둔 것으로, 심 이외에 별도로 성과 정이 있는 것이 아니라 성과 정이 곧 심의 체용(體用)이 됨을 강조하는 것이다. 이는 초월적인 성이 현상화된 것을 심이라고 규정해 심과 성을 연속선상에 이해한 호상학에 대한 반론이다. 주희는 ‘심이란 성의 현상화된 양태’라는 호상학의 주장을 비판하고 ‘심은 성을 그 안에 갖추고 있는 것’이라는 새로운 관점을 제시함으로써 이른바 ‘중화신설(中和新說)’을 정립하게 된다.
성리학에서 심은 이기론의 구도 속에서 이해된다. 그런데 인간의 심을 리와 기 가운데 어떤 범주에 놓아야 하는지에 대해서는 논란의 여지가 있다. 주희 자신이 심을 ‘기의 정상(精爽)’이라고 명시했다는 점에서 본다면 인간의 심은 리가 아니라 기에 속하는 것이 된다. 하지만 형이상자인 성과 형이하자인 정을 포괄한다는 점을 미루어 볼 때 심은 성분상 리와 기의 결합으로 이해될 수도 있다. 주희의 심론에는 이 두 가지 해석의 가능성이 공존한다. 심을 오로지 기로 이루어진 존재로 보느냐 아니면 리와 기의 결합체로 보느냐의 문제는 후에 조선 성리학에서 학파의 분기를 결정짓는 중요한 쟁점으로 부각된다.

## 참고
1. ↑  이선열 저, 17세기 조선, 마음의 철학에서 발췌 (저자와의 협의를 거침)